# Działko AM-23
AM-23 (Afanasjew-Makarow 23) – radzieckie automatyczne działko lotnicze kalibru 23 mm, używane głównie w podwójnie sprzężonych stanowiskach jako uzbrojenie obronne bombowców i samolotów transportowych od lat 50. XX wieku. 

## Historia
Działko AM-23 zostało skonstruowane pod koniec lat 40. XX wieku w biurze konstrukcyjnym CKB-14 w Tule pod kierunkiem Nikołaja Afanasjewa i Nikołaja Makarowa, od nazwisk których pochodziło oznaczenie broni. Przeznaczone było specjalnie do instalowania w wieżyczkach strzeleckich bombowców i samolotów transportowych. Założeniem było uzyskanie dużej szybkostrzelności, dlatego w odróżnieniu od działek używanych przez samoloty myśliwskie NS-23 i NR-23 oparto automatykę na odprowadzaniu gazów prochowych z przewodu lufy. Opracowano broń w dwóch wariantach: TKB-494 dla silniejszych nabojów z większą łuską działka WJa-23 i TKB-495 dla słabszych nabojów NS-23. Pierwszy model TKB-494 skonstruowano w 1949 roku. Był on udany i osiągał szybkostrzelność 1100 strz./min, lecz wadą był duży odrzut broni, silnie oddziałujący na konstrukcję samolotu, stąd zrezygnowano z tego wariantu. Działko to posłużyło jednak następnie jako baza do skonstruowania działka przeciwlotniczego ZU-23-2 (TKB-507).
Działko TKB-495 na amunicję NS-23 przeszło pozytywnie badania państwowe w 1951 roku i zostało w 1952 roku przyjęte na uzbrojenie pod oznaczeniem AM-23. W jego konstrukcji zastosowano dodatkowo przyspieszacz wyrzucający łuskę i wypychający nabój z ogniwa taśmy do komory nabojowej, oraz zderzak gazowy uruchamiany gazami prochowymi. Dzięki przyjętym rozwiązaniom osiągnięto wysoką szybkostrzelność teoretyczną 1350 strz./min. Zastosowano lufę o długości 1000 mm –  krótszą, niż we wcześniejszych działkach lotniczych, w celu zmniejszenia oporów powietrza przy szybkich samolotach. Amunicja została ulepszona w stosunku do NS-23, w tym opracowano skuteczniejsze pociski. Produkcja była prowadzona w latach 1954–1972 w Tulskiej Fabryce Maszyn (Tulskij Maszynostroitielnyj Zawod, TMZ) im. Riabikowa. W 1967 roku twórcy działka zostali uhonorowani nagrodą państwową.

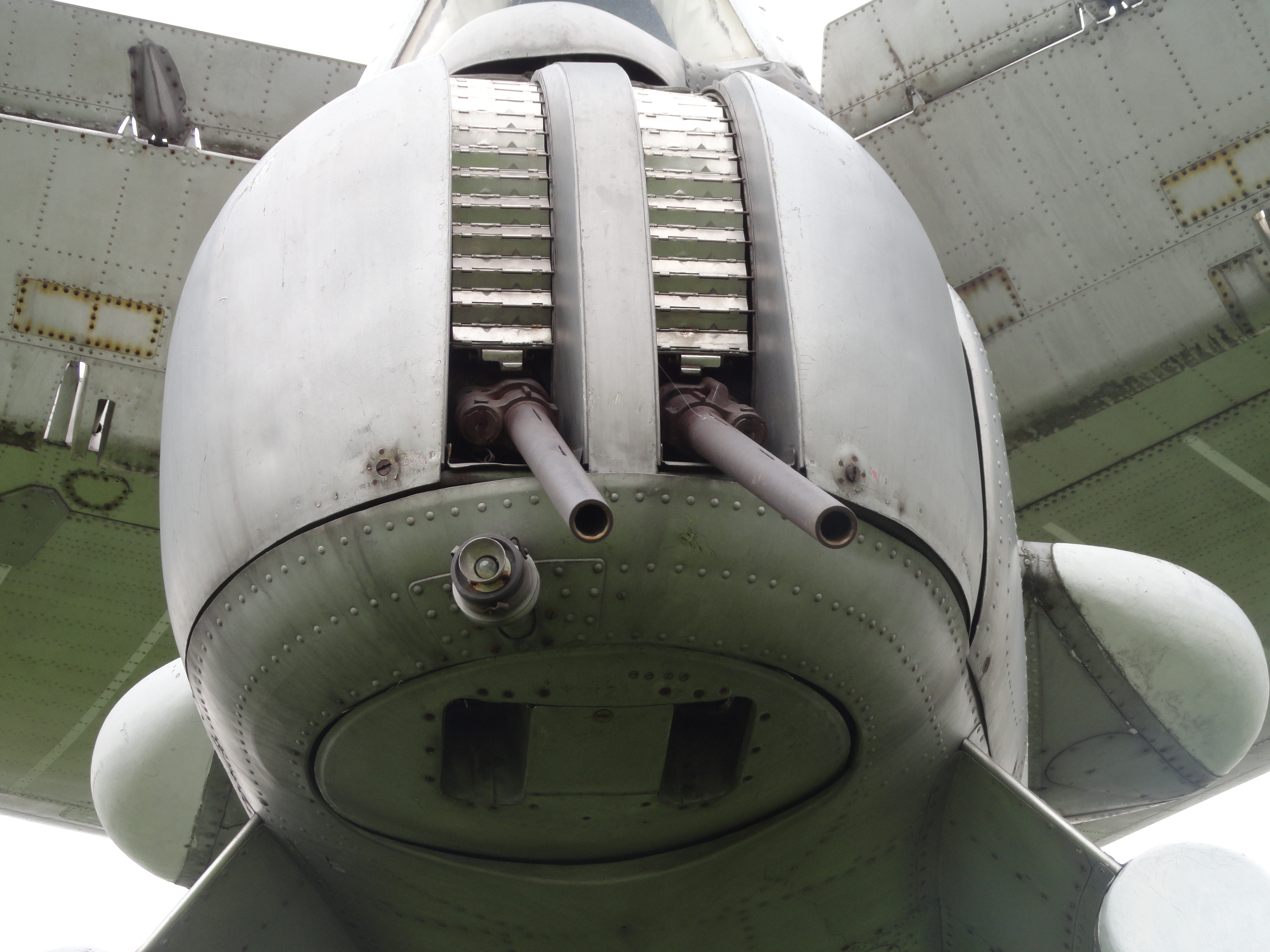
Wieżyczka ogonowa bombowca Tu-142 z działkami AM-23

Działka AM-23 znalazły zastosowanie przede wszystkim w składzie kompleksu uzbrojenia bombowców PW-23, obejmującego podwójnie sprzężone działka w zdalnie kierowanych wieżyczkach: grzbietowej, podkadłubowej i ogonowej. Tu-16 miał górną wieżyczkę DT-W7, dolną DT-N7S i ogonową DK-7, Tu-95 odpowiednio DT-W12, DT-N12 i DK-12, a M-4 odpowiednio DB-33A, DB-34A i DB-35. W samolotach transportowych An-8 i An-12 stosowano ogonowe stanowisko DB-65U. Działka te stosowano w ogonowych stanowiskach także nowszych samolotów. Zapas amunicji różnił się w poszczególnych wieżyczkach i wynosił od 250 nabojów na lufę do 1000 w ogonowej wieżyczce bombowca M-4. Wyjątkowo stałe działko w wersji pojedynczej, z dłuższą lufą i zapasem 100 nabojów, było montowane w nosie Tu-16.
W Chińskiej Republice Ludowej produkowano kopię działka oznaczoną jako Typ 23-2.